# Cucut drongo cuaforcat
El cucut drongo cuaforcat (Surniculus dicruroides) és una espècie d'ocell de la família dels cucúlids (Cuculidae) que habita boscos i matolls del nord, centre i sud de l'Índia, Myanmar, Tailàndia, nord d'Indoxina i zona limítrofa de la Xina, i Hainan.